# Lagenipora chedopadiensis
Lagenipora chedopadiensis är en mossdjursart som beskrevs av Ratna Guha och Gopikrishna 2007. Lagenipora chedopadiensis ingår i släktet Lagenipora och familjen Celleporidae. Inga underarter finns listade i Catalogue of Life.